# 桂宮盛仁親王
桂宮盛仁親王（かつらのみや たけひとしんのう、文化7年6月27日（1810年7月28日） - 文化8年5月17日（1811年7月7日））は、江戸時代後期の日本の皇族。世襲親王家の桂宮第10代当主。光格天皇の第五皇子。母は東坊城益良の女の菅原和子。幼称は磐宮（いわのみや）。
文化7年（1810年）9月に父の光格天皇の命で京極宮を継承し、桂宮の宮号を賜る。文化8年（1811年）5月16日親王宣下を受け、盛仁と命名されるが、5月17日薨去。1歳。法名は正覚院。